# Dasyuris octans
Dasyuris octans là một loài bướm đêm trong họ Geometridae.